# Saitonia muscus
Saitonia muscus is een spinnensoort in de taxonomische indeling van de hangmatspinnen (Linyphiidae).
Het dier behoort tot het geslacht Saitonia. De wetenschappelijke naam van de soort werd voor het eerst geldig gepubliceerd in 1989 door Kendo Saito.